# Тихая (протока Камчатки)
Тихая — протока реки Камчатка на полуострове Камчатка в России.
Длина реки — 10 км. Впадает в Кривую протоку слева на расстоянии 13 км от устья.
По данным государственного водного реестра России относится к Анадыро-Колымскому бассейновому округу.
Код водного объекта 19070000112020000017193.